# Flower (Film)
Flower (englisch für Blume) ist eine US-amerikanische Filmkomödie von Max Winkler. Der Film wurde am 20. April 2017 erstmals am Tribeca Film Festival gezeigt und kam am 16. März 2018 in die Kinos.

## Handlung
Die 17-jährige Erica Vandross lebt zusammen mit ihrer alleinerziehenden Mutter sowie deren neuen Partner Bob in Los Angeles. Als Bobs Sohn Luke aus einer Entzugsklinik entlassen wird und zur Familie stößt, lehnt Erica dies zu Beginn ab. Nach einem Zwischenfall erfährt Erica von Lukes früheren Anschuldigungen an Lehrer Will Jordan. Dieser habe ihn sexuell missbraucht, wurde jedoch aufgrund Lukes widersprüchlicher Aussagen nie strafrechtlich belangt. Erica beschließt daraufhin, Will aufzulauern und ihn in seiner Wohnung zu betäuben, um anzügliche Fotos zu schießen. Diese wollten sie und ihre Freundinnen anschließend zur Erpressung von Schweigegeld nutzen. Währenddessen beschmieren Ericas Freundinnen gemeinsam mit Luke das Garagentor von Will. Als Will, bereits halb betäubt, Erica angreift, läuft Luke ins Haus und stößt Will in den Wohnzimmertisch. In der Annahme, dass Will aufgrund der Drogen bewusstlos ist, setzen die Jugendlichen ihn auf seine Couch und machen anzügliche Fotos mit ihm. Am nächsten Tag erscheint die Polizei in Ericas Haus und teilt Luke und Erica mit, dass eine Nachbarin den Vandalismus an Wills Garagentor angezeigt hat und die Beschreibung auf die beiden passt. Da Erica alles abstreitet und die Polizisten bisher nicht in der Lage waren Will zu kontaktieren, können die Jugendlichen vorerst nicht belangt werden. Da sich Erica und Luke sorgen um den Gesundheitszustand von Will machen, beschließen sie zum Tatort zurückzukehren um nach dem Rechten zu sehen. Sie finden Will regungslos vor und stellen fest, dass er beim Sturz über den Wohnzimmertisch auf eine Miniaturnachbildung des Eiffelturms gefallen ist, dieser sich in seinen Rücken gebohrt hat und er daraufhin verblutet ist. Erica und Luke beschließen nach Mexiko zu fliehen. Luke hinterlässt seinem Vater einen Abschiedsbrief, woraufhin dieser die Polizei alarmiert. Auf der Flucht vor der Polizei erzählt Luke Erica, dass nicht er von Will sexuell belästigt wurde, sondern eine zwölfjährige Mitschülerin. Da diese den Vorfall nicht melden wollte, beschloss Luke, sich als Opfer auszugeben. Erica und Luke wollen daraufhin umdrehen, um sich zuhause den Behörden zu stellen. Kurz darauf werden sie jedoch von einem Polizeiwagen erkannt und flüchten. Nachdem Luke die Polizei vermeintlich abgeschüttelt hat, gesteht er Erica seine Liebe. Erica stoppt den Wagen und küsst Luke. Nachdem die beiden Sex haben, werden sie von der Polizei gestellt. Einen Monat später besucht Erica Luke im Gefängnis. Er erzählt ihr, dass sein Anwalt wohl einen Freispruch erwirken kann, da nach Lukes Festnahme zahlreiche Fälle von sexuellem Missbrauch, die von Will an anderen Mädchen verübt wurden, publik wurden. Erica konnte aufgrund von Videos, die sie von früheren sexuellen Akten zwischen ihr und zahlreichen erwachsenen Männern machte, einen Deal mit der Staatsanwaltschaft aushandeln und hat lediglich eine Fußfessel und neun Monate Hausarrest erhalten.